# أحمد زكي أبو شادي
أحمد زكي أبو شادي (9 فبراير 1892 - 12 أبريل 1955) شاعر وطبيب مصري، من أبرز الشخصيات الأدبية المصرية التي ظهرت في العشرينات والثلاثينات من القرن العشرين، ويعد رائدًا ومجددًا في الشعر العربي الحديث، وناقدًا ومنظّرًا أدبيًا. هو مؤسس جماعة أبولو الشعرية التي ضمت شعراء الرومانسية في العصر الحديث.

ولد في القاهرة لأسرة المميزة وفيها تلقّى علومه الأولى، ثم درس الطب في جامعة لندن، وأقام في بريطانيا عشرة أعوام، تخصص بعلم الجراثيم، وتربية النحل، وأسس معهد النحالة الدولي عام 1919. عاد إلى وطنه فعمل في مجال تخصصه في وزارة الصحة، وعيّن وكيلًا لكليّة الطب في جامعة القاهرة، وسكرتيرًا لرابطة النحل. وألقى المحاضرات وكتب الشعر، وأنشأ مجلتين «أبولو» و«أدبي». وكان سكرتيرًا للجمعية أبولو التي كان رئيسها الأول أحمد شوقي. فجمع حوله في أبولو عددًا من الشعراء، مثل خليل مطران وأحمد محرم وإبراهيم ناجي وغيرهم، الذين أسسوا أول مدرسة شعرية تجديدية في الشعر العربي في العصر الحديث سنة 1932.
يعد من المُكثرين من حيث الإنتاجين الشعري والنثري. كما يعد أبو شادي صاحب أول محاولة في الشعر الحر العربي غير المتقيد بعدد التفعيلات في البيت الواحد، وكان أكثرهم تحمسا له في مجلته «أبوللو».
هاجر إلى الولايات المتحدة عام 1946، وسكن في نيويورك. أسس فيها رابطة أدبية سماها «منيرفا»، ودرّس اللغة العربية في معهد آسيا. انتقل منها إلى واشنطن العاصمة ليعمل في إذاعة صوت أمريكا، وتوفي فيها.

## سيرته

### ولادته وطفولته
ولد أحمد زكي أبو شادي بحي عابدين بالقاهرة يوم 9 فبراير (شباط) 1892/ 11 رجب 1309، ونشأ بها في أسرة مميزة تعرف عمومًا بـ«أبو شادي المنوفية». وكان والده محمد بك أبو شادي (1863 - 1925) من أهل قطور، وهو محمد بك بن أبي شادي الدحدوح ابن أبي زيد بن محمد بن محمد، وينتهي نسبه إلى الحسين بن علي. برز خلال حياته المهنية صحفيًا وشاعرًا ومتصوفًا، وعمل أيضًا محاميًا لسنوات طويلة، وعيّن نقيبًا للمحامين، وخطيبًا بالأزهر، ومن أعضاء حزب الوفد البارزين. والدته هي أمينة محمد نجيب (1887 - 1917) كانت شاعرة مهتمة بالأدب، وهي أخت الشاعر مصطفى نجيب زميل مصطفى كامل في الحزب الوطني، ولم تتقلد أي عمل، شأنها النساء في عصرها. ولم ينجب والده إلا ثلاثة ذكور منها، لم يعش منهم طويلًا إلا أحمد زكي. وفي منزلهما بسراي القبة كان يعقد صالونًا أدبيًا أسبوعيًا، يجتمع فيه الأدباء والشعراء. فنشأ أحمد زكي في بيئه أدبية وطنية في عصر النهضة العربية في الخديوية المصرية،  وكان والده على جانب عظيم من العناية به والمحبة له.

### نشأته وتعليمه
تلقى تعليمه الابتدائي بمدرسة الهياتم الأولية بحي الحنفي في السيدة زينب ثم بمدرسة عابدين الابتدائية، وأكمل تعليمه الثانوي بالمدرسة التوفيقية الثانوية بحي شبرا في القسم الداخلي بعد الافتراق الذي حدث بين والديه سنة 1905، وتخرج فيها من القسم العلمي سنة 1911. ويقال لعل افتراق والديه كان سببًا في التحاقه بهذا القسم وإن كان يرغب إلى الأدب. وفي أثناء دراسته الثانوية كان ينظم الشعر ويكتب المقالات في الصحف، وشارك في الحركة الوطنية مؤيدًا مصطفى كامل. ومن زملائه في الدراسة هم أحمد محمود عزمي، وعلي توفيق شوشة، والسيد أبو الفتوح، ونجيب إسكندر، وراغب إسكندر، وعبد الملك سمري.
ثم التحق بمدرسة الطب بقصر العيني بعد 1911 ولكنه لم يكمل دارسته فيها. وكان في بدايته يتردد كثيرًا على دار الكتب المصرية يقرأ الشعر العربي القديم وينقل في كراسته ما يعجبه منه وقد صحبته هذه الكراسة بعد اقامته في بريطانيا في 1913. وكان والده يشجعه في الأدب، ودراسته ومحاولة الإسهام فيه، ويسمح له بحضور ندوته الأسبوعية وتعرف في مجالس أبيه على أشهر شعراء عصره، كأحمد شوقي وإبراهيم حافظ، وخليل مطران، وهم الذين اعتبرهم الأساتذة فانتفع كثيرًا منهم ومن هذه المجالس. ونشرت أول كتابة صحفية له بعد حصوله على الشهادة الابتدائية في 1905، وأصدر عام 1908 مجلة «حدائق الظاهر» القصصية المنضمة إلى صحيفة والده اليومية «الظاهر».
وقد رحب مطران بديوانه الأول «انداء الفجر» الذي صدر 1910 بقصيدة. وقد تحدث أبو شادي عن أثر مطران في شعره وفي مواضع متفرقة من مقالته وكتبه ودواوينه، واعتبره نفسه مدينًا له، وناقد أول لأدبه، وهو لم يتجاوز بعد الثانية من عمره. وقد تأثر منه كثيرًا في شعره،  وحدده في «الاعجاب بألوان الجمال المتخلفة وعدم الاقتصار على لون واحد يتجمد على الذوق وترك التصنع ومجاراة الطبع ومواصلة الاطلاع ومعاداة الفردية والاباحية وتقدر انتاج الغير ولو خالف مذهبهما.»  وأن الصلة بينه وبين مطران كانت صلة ود عميقة إلى حد أن أبا شادي استطلع رأي مطران في دراسته العالية حينما أنهى دراسته الثانوية.

#### مع زينب
خلال سنواته الأولى في حياته الأدبية، أثرت عليه بعض الحوادث الشخصية: فشل في حبه الأول ثم انفصال والديه ثم اعتلال صحته. اذ انتهت الحياة الزوجية بين والديه بالطلاق سنة 1917، وذلك فبل وفاة والدتها في يوم 13 يوليو 1918. فعندنا غادرت والدته المنزل حلّت محلها زوجة أخرى لوالده، وفي هذا الحين تعرف على‌ ربيبة والده زينب، وهي فتاة صغيرة قريبة زوجة أبية، فأحبّها الحبّ كله. وكان يعيش معها في بيت واحد، ومن هنا أتاحت له المعيشة بقرب حبيبته، «فكان ينعم بغنائها وتوقيعها على البيان كما كان يدرس لها الآداب العربية.» ولكنه أفقدته اذ قررت زوجة أبية على‌ أن يتم زواج زينب برجل آخر،  وتم فعلًا عرسها في منزل قريب من منزل والده. فشهد أحمد زكي «في منزله مصرح حبه وغروب آماله. وانهيار أحلامه، وكانت موسيقى العرس تتسلل إليه في وحدته فتثير في نفسه شجنًا.» وقد صورّ هذا الجور بقصيدته «عرس المأتم» المنشور في ديوانه «زينب». بعض أبيات منها:
وقد أشار إلى زينب مرات عديدة في شعره. وكان لفشل هذا الحب أثره البعيد في مطلع حياته العاطفية حتى أصيب بالصدمة الفادحة واضطراب نفسي أثّر على صحته وأوشك أن يودي بحياته، وقد حاول والده أن يخفف عنه أثر هذه الحادثة فأرسلة في رحلة إلى تركيا واليونان ليعالج.

### في بريطانيا
وبعد رجوعه من رحلته إلى اليونان وتركيا، عاد إلى مصر. ثم سافر إلى بريطانيا في أبريل 1913 ليدرس الطب حتى 1915، وعمره هو عشرون سنة. فأتقن الإنجليزية وأطلع على آدابها. تخصص في علم الجراثيم، ثم تحول إلى تربية النحل، وأسس نادي النحل الدولي (The Apis Club) سنة 1919 في بنسون، أوكسفوردشاير. وأنشأ مجلة «عالم النحل» (The Bee World) بالإنجليزية التي رأس تحريرها سبع سنوات.
وفي أيام دراسته العالية في لندن، تزوج من الطالبة الإنجليزية آنا بامفورد من ستيلي بردج، وذلك بعد أن نال إجازته الطبية عام 1915 من جامعة لندن، كما حاز شهادتي شرف من نفس الجامعة عام 1916 وكان تخصصه في علم البكترولوجيا. وقد اشتغل بمعهد مستشفى سانت جورج بلندن إحدى مدارس جامعة لندن الطبية، كأحد المعيدين لطلبته وكان له معمل خاص في إيلنغ، ثم تحول إلى النحالة. ونال جائزة «وب» في هذا المجال من مدرسة مستشفى سانت جورج. وله كتاب «الطبيب والمعمل»، وهو في 911 صفحة من القطع المتوسط، بمقدمة كتبها عالم الطفيليات المصري محمد خليل عبد الخالق. ومع زوجه، كانا شريكين في التعاون، اشتغلت آنا/آني بتربية الدواجن، بينما كرس أحمد زكي نفسه لتربية النحل، وكتب وأبحاثًا في علم الأمراض. وحصل على براءة اختراع في تحسينات خلية نحل، وجرب في تربية النبات وعملية البذار، وشجع مربي النحل والمزارعين على تبادل المهارات. كما أنشأ مجلة (الدجاج) وصنف (مملكة الدجاج - ط) وأصدر مجلة (الصناعات الزراعية).
إلى جانب دراساته العلمية في هذه المرحلة من حياته، اهتم أيضًا بالأدب والشعر، وتذوق كثيرًا من الشعر الإنجليزي، وتكون مزاجه الثقافي والفني. وأسس «جمعية آداب اللغة العربية»، تولي سكرتاريتها، وأوكل رئاستها إلى المستشرق الإنجليزي «مرجليوث». وقد ساهم في تأسيس «النادي المصري» بلندن سنة 1913 والذي عمل سكرتيرًا له بين 1913 و1914، واتجه في أوقات فراغه إلى تعلم الرسم. وفي لندن، كان يراسل الصحف المصرية مثل «المؤيد»، و«الشعب» و«الأهالي» وكتب مقالات أدبية كثيرة، وقد نشرت معظم قصائده في مجلتي «الهلال» و«المقتطف».

### في مصر

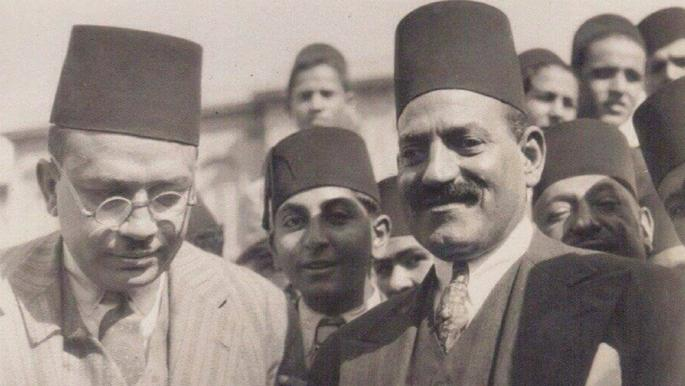
أبو شادي (يسار) مع مصطفى النحاس في أحد معارض نادي النحل المصري.

عاد من بريطانيا إلى وطنه أواخر ديسمبر 1922 متزوجًا، ولكنه جمع بعض شعره الذي قاله في زينب وطبعه في ديوان مستقل أطلق عليه اسمها سنة 1924. وأعاد طبع ديوانه الأول «النداء الفجر» أهداها إليها أيضًا في سنة 1934. وفي أبريل 1923 عيّن طبيبًا بكترولوجيًا بمعهد الهجين بالقاهرة ثم مديرًا لمعمل الحكومة البكترولوجي بالسويس في أبريل 1924. ثم نقل بعد ذلك إلى معمل بور سعيد الحكومي فمديرًا لمعمل مستشفى الحكومة بالإسكندرية. وفي أواخر عام 1928 نقل إلى القاهرة. أسس نادي النحل المصري في فبراير 1923. توفي والده عام 1925. وإلى جانب مهنته الطبية، ساهم في الحركة الأدبية. فأخرج الدواوين وكتب في الصحف والمجلات، وأسس الجمعيات وكذلك اهتم بالترجمة الأدبية. فمن سنة 1924 إلى 1949 أصدر ستة عشر ديوانًا. ثم أنشأ أبو شادي «ندوة الثقافة» وكانت تشمل برعايتها رابطة الأدب الجديد، وجماعة الأدب المصري، وجمعية أبولو، والاتحاد المصري لتربية الدجاج، ورابطة مسلكة النحل، وجمعية الصناعة الزراعية.
هذه المرحلة من حياته الأدبية هي من أخصب مراحله، ففيها أصدر معظم دواوينه الشعرية ة. نشر ديوانه «زينب» سنة 1924، والحب والطبيعة هما محور هذا الديوان، وفيه قوالب الموشح والدوبيت وغزل لزينب، حبيبته الأولى. ثم نشر ديوانين بعده، في مايو 1925 «أنين ورنين» ثم «شعر الوجدان»، وهما عن مشاعره الوطنية. وفي نفس السنة نشر ديوانه «مصريات»، وصوّر فيه رغباته الوطنية لمصر تحت الحكم البريطاني. ثم أخرج ديوانه «وطن الفراعنة» (1926) عن مصر القديمة. وفي نفس السنة أصدر ديوانه وموسوعته الشعرية الضخمة، «الشفق الباكي» في أكثر من ألف صحيفة، تسبقها مقدمات وتليها دراسات وآرائه في الشعر، وتوجيهه. و«الشفق الباكي» تضمن الكثير من القصائد، والعديد من مقالاته لدعوته التجديدية، ووجهته النقدية وقد جمع فيه كل ما كتبه حتى 1927. ثم أصدر «وحي العام» في نفس السنة، وأعلن أنه سيصدر كل عام ديوانًا بهذا العنوان على طريقة الحوليات، حتى أصدر في ديسمبر 1933 «مختارات من وحي العام». وقبله أصدر كل من دواوينه «أشعة وظلال» (1931)، و«الشعلة» (ديسمبر 1932) و«أغاني أبي شادي» (1933)، و«أطياف الربيع» (1933). وبعد كل هذا الإنتاج الكثير، أصدر «الينبوع» (يناير 1934)، و«الكائن الثاني» (1935) حتى توقف عن نظم الشعر حوالي سبع سنوات حتى 1942 حيث أصدر في يناير من هذا العام ديوانه «عودة الراعي» وهو آخر ديوان أصدره في وطنه.
وله قصائد وطنية مطولة، منها: «مفخرة رشيد»، و«وطن الفراعنة»، و«نكبة نفارين» و«سعد». كتب أيضًا العدد من القصص الشعرية، منها «قصة عبده بك»، و«مها». وله أربع أوبرات شعرية كتبها جمعيًا في 1924، وهي بالترتيب: «احسان»، و«أردشير وحياة النفوس»، و«الزباء /زنوبيا ملكة تدمر»، و«الآلهة». وترجم رواية العاصفة لشكبير نثرًا في 1929. فكتب في فنون شتى، له في النقد «مسرح الأدب» في جزءان، و«قضايا الشعر المعاصر»، و«شعراء العرب المعاصرون»، نشره رضوان إبراهيم، وله أيضًا كتب في الفكر الإسلامي مثل «عظمة الإسلام».

#### أبولو

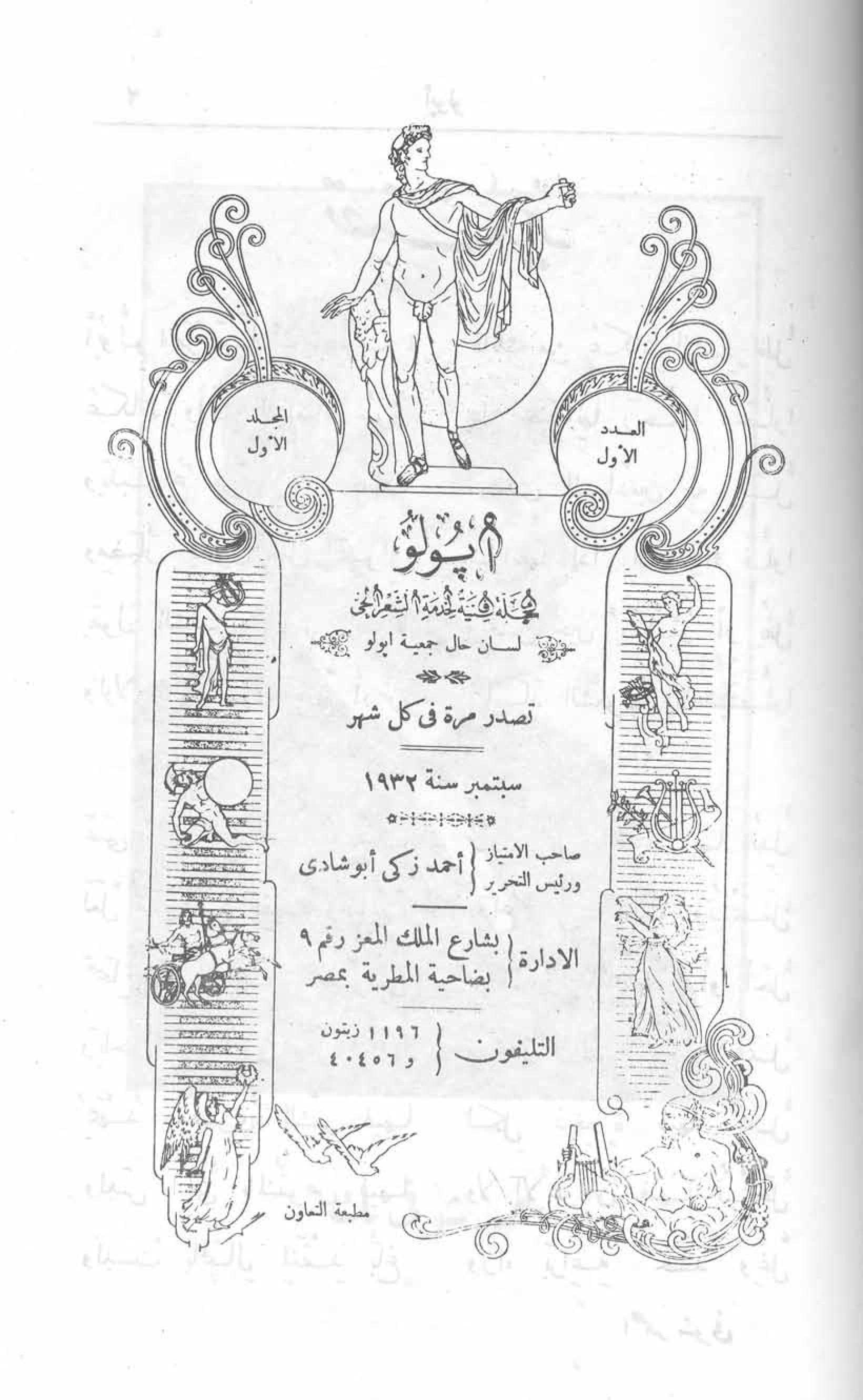
صفحة غلاف العدد الأول من مجلة أبولو ، سبتمبر 1932.

ساهم أحمد زكي مع أحمد شوقي وخليل مطران وأحمد محرم في إنشاء جمعية أبولو الشعرية في القاهرة سنة 1932، وقد أصدر لها مجلة شعرية باسم «أبولو» في سبتمبر هذا العام. وقد أحدثت هذه المجلة نهضة شعرية وحركة أدبية جديد. فكان مجلس إدارة الجمعية مكونًا من أحمد شوقي رئيسًا، وخليل مطران وأحمد محرم نائبي الرئيس، ونفسه سكرتيرًا، والأعضا: إبراهيم ناجي، وعلي العناني، وكامل كيلاني، ومحمود عماد، ومحمود صادق، وأحمد الشايب، وسيد إبراهيم، وعلي محمود طه، ومحمود أبو الوفاء، وحسن القاياتي، وحسن كامل الصيرفي. وأصدرت الجمعية مجلة «أبولو» الشهرية وخصصتها لنشر الشعر والأبحاث المتصلة به، وصدر العدد الأول منها في سبتمبر 1932.
في 10 أكتوبر 1932 دعا شوقي أعضاء مجلس إدارة جمعية أبولو إلى عقد اجتماعها الأول في دارته لبحث المشروعات التي تضطلع بها الجمعية. وبعد أربعة أيام تمامًا، توفي شوقي فاختير خليل مطران خلفًا له في رياستها. احتضت جمعية أبولو شعراء الشباب في ذلك الحين من المصريين، كنا رعت شعراء من البلدان العربية مثل أبو القاسم الشابي وإلياس أبو شبكة وحليم دموس، وشفيق المعلوف في المهجر، وغيرهم الكثير. وواصلت مجلة أبولو الصدور بانتظام ثلاث سنين، حرصت خلالها على مستواها الأدبي، ولكنها كانت من الناحية الأخرى تمثل استنزافًا ماليًا وعبثًا إداريًا على صاحبها، فاضطر إلى حجبها بعد آخر عدد صدر منها في ديسمبر 1934 قائلًا وشاكيًا من «المتاعب والتضحيات الكثيرة والمعاكسات المتنوعة والإساءات الجمة التي فاقت كل حدود الاحتمال.» وكانت هذه المجلة والجمعية، الأولى في نوعها في تاريخ الأدبي المصري، وقد أحدثت حركة شعرية وجمعت عددًا من الشعراء الذين كان لهم أثر في تطور الشعر العربي الحديث.
ودعا أبو شادي إلى التجديد في الشعر العربي، والتخلص من ما سماه التقاليد التي تحجرت. ودعى إلى ضرورة الاحتفاء بـ«كلّ لون من ألوان التفكير والتعبير البشري»، كما دعى إلى مناهضة «الديكتاتورية الأدبية والفنية»، ورأى أن هذه الديكتاتورية بمنزلة «سمّ للأدب والفن». ولكن دعوته هذه عارضه الشعراء المحافظين التابعين لنهج مدرسة الإحياء والبعث، ومن أنصار التجديد والمازني. وخصوصًا من عباس محمود العقاد. وأدعى العقاد أن مجلة أبولو هي مجلة يمولها الملك فؤاد لمحاربته شخصيًا، وكانت هذه التهمة من أقسى الاتهامات التي وجهت إلى أبي شادي. وبالرغم من الانتقادات، طل أبو شادي ينشر مجلته وينشر الدواوين لشعراء الشباب على نفقته بعد أن أشترى مطبعة خاصة أسماها «مطبعة التعاون» وظلت أبولو تصدر ثلاث سنوات حتى توقفت في ديسمبر 1934.
ضاق أبو شادي بالنقد الموجه له والهجوم عليه، وشعر بخيبة أمل في حركته وقلة النقد الأدبي من النوع الذي اعتبره النقد المنصف له وللجمعية والمجلة، فأصدر دواوينه الأخيرة في القاهرة في طبعة خاصة محدودة النسح أو أن يقدمه إلى الصحف للكتابه عنه. وبعد توقف أبولو عن الصدور، نقل إلى الإسكندرية فتابع نشاطه فيها، فأصدر مجلة «أدبي»، وتابع إصدار «مملكة النحل» كما ساعد إخراج مجلة «الامام» التي توقفت. ثم انصرف إلى التأليف بالإنجليزية فأصدر كتابه «كيفما اتفق»، وقد تناول فيه بعض المشكلات الاجتماعية بأسلوب علمي، فتحدث فيه عن ضبط النسل وتحسينه، وعن دور المرأة في الحياة الاجتماعية وعن الديموقراطية التي كان من أنصارها. ثم أصدر ديوانه «عودة الراعي» في سنة 1942 الذي لم يطبع منه إلا 50 نسخه وزعها على أصدقائه. وفي الإسكندرية تابع مهنته الطبية والأكاديمية إلى جانب مساهماته في الأدب، وقد عمل بكلية الطب أستاذًا لعلم البكتريولوجيا ووصل إلى منصب وكيل الكلية.

### في أمريكا
تباهظت مشكلاته بسبب مرض زوجته آنا بمفورد بداء عضال، فاتخذ قراره بالهجرة إلى الولايات المتحدة لتوفير أسباب العلاج لها،  لكنها توفيت بالإسكندرية في 8 مارس 1946. في أبريل نفس السنة هاجر إلى الولايات المتحدة مع أولاده قاصدًا نيويورك حيث قضى فيها بقية عمره.
وصل إلى الولايات المتحدة في 1 مايو 1946 واستقبله مندوبًا من وزارة الخارجية الأمريكية في ميناء نيويورك. وبعد استقراره تعرف إلى عبد المسيح حداد وأخاه ندرة حداد، وسلوم مكرزل، وإيليا أبي ماضي، وجورج دبس والكثير من أدباء المهجر، الذين استقبلوه بفندق تاورز في بروكلين مساء 15 مايو 1946. وفي حياته الجديدة عمل مستشارًا للحكومة السعودية في الأمم المتحدة، ثم مستشارًا للوفد الإرتري في ثلاث دورات متوالية منذ بدء أعمال هيئة الأمم المتحدة في نيويورك.
في يونيو 1946 افتتح لفنسه مكتبًا في شارع ماديسن بنيويورك أطلق عليه اسم «المكتب الأدبي المصري» في حين اتخذ لنفسه منزلًا في ضاحية جامبكا. كما تابع مساهماته الصحفية، فحرر في جرائد «الهدى»، و«الإصلاح»، و«السائح» و«النهضة العرب»، كما راسل غيرها من الصحف والمجلات في البلدان العربية. ودرّس في معهد آسيا بنيويورك، فكان يحاضر مرتين في الأسبوع وكانت هذه المحاضرات تتناول تطور الشعر والنثر العرب خلال العصور. كمأ أسس رابطة «منيرفا» على غرار أبولو. وقد اختير عضوًا في مجلس الرابطة الدولية لحقوق الإنسان وعضوًا بمجلس البرلمان العالمي للديانات، وكما كانت له مساهمة في نشاط المهاجرين العرب، واشتراك في احتفالاتهم. واصل رسم اللوحات الذي بدأ اهتمامه به منذ 1912، وقد أقام هناك معرضًا للوحاته الزيتية كما نشر دواوينه.
ظل يزاول أعماله الأدبية ومحاضراته إلى أن قرّر راديو صوت أمريكا الاستعانة بخدماته في الترجمة وتأليف المسرحيات وإلقاء نماذج من شعره، فانتقل إلى واشنطن في سبتمبر 1954. فاختار لإقامته بيتًا ذا حديقة، وكان قد تزوج من أمريكية من أصل إيطالي، كونستانس ويلمان، وتنبى ابنها الذي رزقت به من زوج سعودي سابق وصار هذا الابن يعرف باسم كلايف أبي شادي. ولكنه لم يكن سعيدًا في هذا الزواج.
أصدر في المهجر ديوانه «من السماء» عام 1949. وأهدى منه ألف نسخة إلى دولة أحمد حلمي باشا رئيس حكومة عموم فلسطين التي كان مقرها في القاهرة. ونظم شعرًا كثيرًا خلال اقامته في أمريكا، وقد جمع أربع دواوين مخطوطة احتفظه رضوان إبراهيم، وهي: «من أناشيد الحياة»، و«الإنسان الجديد»، و«إيزيس»، و«النيروز الحر». وقد نظم الشعر بالإنجليزية أيضًا، وله ثلاثة دواوين بها: «أغاني العدم»، «أغاني السرور والحزن»، و«أغاني الحب.» 
في 30 أبريل 1950 أقامت له حفلة تكريمية باهتمام أكاديمية الشعراء الأمريكيين وجمعية الشعر الأمريكية.
وبعد ثورة 23 يوليو 1952 طالب بعض أصدقائه وأدباء بعودته إلى مصر، لكنه رفض،  مع احتفاظه بالجنسية المصرية ولم يتخل عنها. وأصدر بيانًا شاملًلا نشرته مجلة «الصباح» في عددها 25 يوليو 1951 قال فيه أن العوامل الهجرة عن وطنه لا تزال سائدة وسيقضي بقية حياة في أمريكا، بعد اشتداد المرض عليه في أبريل هذا العام.

### وفاته
كان أبو شادي يوم وفاته جالسًا في حديقة منزله بشارع جالاتين شمال غرب في واشنطن، بين المناحل التي يربي فيها النحل عندما صرخ قائلًا إنه فقد الرؤية تمامًا، ولم يلبث أن توفي متارًا بجلطة دماغية، يوم 12 أبريل (نيسان) 1955/ 20 شعبان 1374 عن ثلاثة وستين عامًا. شيع جثمانه في مسجد بشارع ماساتشوستس ودفن في مقبرة فورت لينكولن بولاية ماريلند، وفيها أبناء الطوائف غير المسيحية، في قبر مُسوّى بالأرض تغطيه لوحة من البرونز نقش عليها اسمه وتاريخا ميلاده ووفاته.

## أدبه
تأثر أبو شادي كثير بالشاعر خليل مطران خصوصا في المذهب الرومانسي، واتخذه أستاذا له، كما أهداه روايته الشعرية «أخناتون». كانت أعمال أبو شادي بدورها مصدر إلهام للشعراء أمثال إبراهيم ناجي وعلي محمود طه وأبو القاسم الشابي، والذين بدورهم كانوا مصدر إلهام للشاعر السوداني يوسف بشير التيجاني.
عرف أبو شادي‌ بتعدد مساهماته في أنواع الشعر ومواضيعه، فحاول أن يجمع فيه بين الشعر القصصي والمسرحي/الدرامي، والرومانسي والفلسفي والشعر الواقعي والشعر الرمزي والشعر المرسل والشعر الحر. تتمثل في شعره ثقافته الواسعة، واطلاعه على الأدب العربي والغربي، وتعمقه في دراسة الدرامي والأوبرات الإنجليزية، والشعر الرومانتيكي. وكان من أشد الشعراء تحمسًا إلى التجديد، وميلًا إلى تخليص الشعر مما فيه من جمود. وكان أبو شادي يعتقد أن الشعر العصري هو لسان الحياة العصرية، والحياة العصرية ذات صلات شتى بالماضي، وذات تطلع إلى المستقبل، فليس غريبًا في الثورة الروحية والفكرية أن يأتي الشعر مزيجًا منوعًا من ذلك كله ولا يطالب الشاعر بشيء سوى أن يكون صادق التعبير والشعور.
مع إصداره مجلة «أبولو» في 1932 برز رائدًا من رواد حركة التطور والتجديد في الشعر العربي في العصر الحديث فهو من أوائل الذين ساهموا في مرحلة التحول التي مهدت لظهور معالم التجديد في شكل القصيدة ومضمونها. وكان أبو شادي طول حياته الأدبية معنيًا بالشعر والشعراء، وبالمجتمع المصري، واشتهر بحبه للجمال، وهيامه بالطبيعة وعنايته الخاصة بالأخلاقية والإنسانية. اهتم بالمسرح في دعوته الشعرية، وكان ملمًا بتطور فنون المسرحي عند الأوروبيين على نمط فن الأوبرا، فكانت محاوله من خلق هذا الفن في المسرح المصري. وكان ذلك في الوقت نفسه الذي بدأت تظهر فيه مسرحيات شوقي الشعرية. وألف عددًا من الأوبرات واختار موضوعاتها من التاريخ القديم والحديث، ومن عالم الأساطير والرموز. ولم يتج لهذا الفن الجديد الذي أقبل عليه أبو شادي جادًا أن يستمر، فلم يلبق أن انقطع نه بعد فترة وعاد إلى الشعر الغنائي.
وفي مسار التجديد، حاول الخروج على الشعر العمودي ونظام القصيدة والتحرر من شكلها، فنظم شعرًا يتعمد على نظام التفعيلية الواحدة، في وقت مبكر سبق به رواد هذا النظام الجديد في الشعر العربي. برأي محمد زكي العشماوي «وكان أبو شادي يؤمن بانطلاقة النفس على سجيتها، ومع ذلك فكثيرًا ما كان يحاصره الفكر الذي يقيد من هذه الانطلاقة، فيعوق لغته أحيانًا من طلاقتها، وتنحدر إلى التقريرية والنثرية في بعض قصائده. أما دوره القيادي في حركة التطور فأمر لا ينكر.» 
جاء عنه في معجم البابطين «أما شعر أبوشادي فقد كان تجسيداً للمبادئ العامة التي اتسعت لها جماعته من تنويع في الوزن بما أطلق عليه «مجمع البحور»، والشعر الحر، فضلاً عن الموزون المقفى. وكذلك جرب في بنية القصيدة ما بين سردية وحوارية، ويعد واحداً من أغزر الشعراء إنتاجاً في عصره، ولكن هذه الغزارة لم تكن دائماً في جانب المنتخب الرائق، الذي يناسب مؤسس جماعة ذات تأثير، وهكذا دخل التاريخ الشعري بجماعته أقوى وآثر مما دخله بشعره.» 

## حياته الشخصية
له من زوجته الإنجليزية آنا بمفورد ابن هو أمين رمزي (1926 - 2011) وابنتان هما صفية (1923 - 2013) وهدى (1927 - 2011)،  وعاشوا جمعيًا في الولايات المتحدة منذ هجرة والدهم إليها سنة 1946. وله من أرملته السابقة كونستانس ويلمان ابنتان وابن.
جمع أبو شادي وهو في مصر مكتبة كبيرة، ضمت أكثر من خمسة آلاف كتاب شحنها إلى أمريكا. أهدتها بنته صفية إلى جامعة يوتا عندما كان المؤرخ المصري عزيز سوريال عطية يعمل أستاذًا فيها، وهو صديق أبي شاد، فخصص لها جناحًا في خزانة الكتب الجامعية، وعهد في الإشراف عليها إلى أمين مكتبة يلمّ بالعربية.
في سبتمبر 2020 ضمت مكتبة جامعة نيويورك أبوظبي أرشيف أبو شادي، بعد أن حصلت عليه من حفيدته جوي أمينة جارنيت، والذي يحتوي على أكثر من 40 صندوقًا من المراسلات والمخطوطات غير المنشورة والصور الفوتوغرافية وعددٍ من اللوحات والتحف.

## مؤلفاته
- زينب: نفحات من شعر الغناء (1924)[74]
- الشفق الباكي (1926)[75]
- وطن الفراعنة: مُثُل من الشعر القومي (1926)[76]
- ذكرى شكسبير (1926)[77]
- إحسان (1927)[78]
- الآلهة (1927)
- زينوبيا ملكة تدمر (1927)[79]
- قطرتنا من النثر والنظم (1927)[80]
- أشعة وظلال (1928)[81]
- أردشير وحياة النفوس (1928)[82]
- الشعلة (1933)[83]
- إخناتون فرعون مصر (1933).[84]
- أطياف الربيع (1933)[85]
- أنداء الفجر (1934)[86]
- الينبوع (1934)[87]
- فوق العباب (1935).[88]
- الكائن الثاني (1935)[89]
- عقيدة الألوهة (1936)[90]
- مملكة العذارى (1948)[91]
- من السماء (1949)[92]
- قضايا الشعر المعاصر (1959)[93]
- عبرة التاريخ[94]

### فهرس المراجع
1. ↑  Emmanuel K. Akyeampong; Henry Louis Gates, Jr., eds. (2012), Dictionary of African Biography (بالإنجليزية), New York City: Oxford University Press, OL:24839793M, QID:Q46002746
2. ↑  مكتبة البرتغال الوطنية | Ahmed Zaki Abu Shadi، QID:Q245966
3. ↑   https://shamela.ws/book/9981/109. اطلع عليه بتاريخ 2024-09-30. {{استشهاد ويب}}: |url= بحاجة لعنوان (مساعدة) والوسيط |title= غير موجود أو فارغ (من ويكي بيانات) (مساعدة)
4. ↑  كامل سلمان الجبوري (2003). معجم الأدباء من العصر الجاهلي حتى سنة 2002م. بيروت: دار الكتب العلمية. ج. 1. ص. 150. ISBN:978-2-7451-3694-7. LCCN:2003489875. OCLC:54614801. OL:21012293M. QID:Q111309344.
5. 1 2  فالح الربيعي (2011)، ص.106
6. 1 2 3 4 5  أحمد زكي أبو شادي وخصائص شعره: دراسة تحليلية، نوفمبر 2020 نسخة محفوظة 4 سبتمبر 2021 على موقع واي باك مشين.
7. ↑  "قصة الإسلام: حدث في مثل هذا اليوم،19 من شعبان:وفاة الشاعر أحمد زكي أبو شادي". مؤرشف من الأصل في 2020-03-08.
8. ↑  طراد (2008). إرتحالات الشعر في الزمان والمكان. Yazouri Group for Publication and Distribution. ISBN:978-9957-12-186-0. مؤرشف من الأصل في 2021-09-04.
9. ↑  كمال نشأت (1967)، ص.16
10. ↑  زكي محمد مجاهد (1994). الأعلام الشرقية في المائة الرابعة عشرة الهجري (ط. الطبعة الثانية). بيروت، لبنان: دار الغرب الإسلامي. ج. الجزء الثاني. ص. 492.
11. 1 2  كمال نشأت (1967)، ص.17
12. ↑  إيليا الحاوي (1971)، ص.144
13. 1 2 3  كمال نشأت (1967)، ص.18
14. ↑  كمال نشأت (1967)، ص.20
15. ↑  كمال نشأت (1967)، ص.22
16. ↑  كمال نشأت (1967)، ص.31
17. ↑  كمال نشأت (1967)، ص.25
18. 1 2  كمال نشأت (1967)، ص.26
19. ↑  كمال نشأت (1967)، ص.27
20. ↑  كمال نشأت (1967)، ص.28
21. 1 2  كمال نشأت (1967)، ص.33
22. ↑  "Amina Nagib" (بالإنجليزية الأمريكية). Archived from the original on 2021-09-27. Retrieved 2021-09-28.
23. ↑  إيليا الحاوي (1971)، ص.145
24. ↑  إيليا الحاوي (1971)، ص.146
25. ↑  "عرس المأتم / زينب: نفحات من شعر الغناء / مؤسسة هنداوي". مؤرشف من الأصل في 2021-09-04. اطلع عليه بتاريخ 2021-09-28.
26. ↑  كمال نشأت (1967)، ص.35
27. ↑  إيليا الحاوي (1971)، ص.147
28. 1 2  https://newsgrist.typepad.com/files/blazing-the-trail-pp.-65-67.pdf نسخة محفوظة 2020-09-21 على موقع واي باك مشين.
29. 1 2  كمال نشأت (1967)، ص.39
30. ↑  كمال نشأت (1967)، ص.38
31. ↑  مصطفى شريف العاني: الأواصر المكينة بين الأدب والطب: الأطباء الأدباء أساة العقول والجسوم. مجلة المورد، المجلد 6، العدد 4، شتاء 1977. ص 9 ـ 30
32. ↑  شادي، أحمد زكي أبو. "ديوان أحمد زكي أبو شادي - الديوان - موسوعة الشعر العربي". الديوان. مؤرشف من الأصل في 2021-01-16. اطلع عليه بتاريخ 2021-09-04.
33. ↑  الدسوقي، د. عبد العزيز، جماعة أبوللو وأثرها في الشعر الحديث، ص140-141
34. 1 2  كمال نشأت (1967)، ص.40
35. 1 2  فالح الربيعي (2011)، ص.107
36. ↑  كمال نشأت (1967)، ص.34
37. ↑  كمال نشأت (1967)، ص.43
38. ↑  كمال نشأت (1967)، ص.44
39. ↑  كمال نشأت (1967)، ص.45
40. ↑  "التعريف بأحمد زكي أبي شادي، وأهم آرائه في الشعر – – منصة قلم". مؤرشف من الأصل في 2021-09-28. اطلع عليه بتاريخ 2021-09-28.
41. 1 2  إيليا الحاوي (1971)، ص.142
42. 1 2 3  إيليا الحاوي (1971)، ص.143
43. ↑  إيليا الحاوي (1971)، ص.141
44. 1 2 3  كمال نشأت (1967)، ص.58
45. ↑  فلسطين (2005)، ص.8
46. ↑  فلسطين (2005)، ص.12
47. ↑  Mahmoud.Munir. "ذكرى ميلاد: أحمد زكي أبو شادي.. قول في تجديد الشعر". https://www.alaraby.co.uk/. مؤرشف من الأصل في 2021-02-09. اطلع عليه بتاريخ 2021-09-04. {{استشهاد ويب}}: روابط خارجية في |موقع= (مساعدة)
48. ↑  كمال نشأت (1967)، ص.59
49. ↑  كمال نشأت (1967)، ص.63
50. ↑  كمال نشأت (1967)، ص.65
51. 1 2  كمال نشأت (1967)، ص.66
52. 1 2 3 4  كمال نشأت (1967)، ص.67
53. ↑  فلسطين (2005)، ص.15
54. ↑  "Anna Bamford" (بالإنجليزية الأمريكية). Archived from the original on 2021-09-27. Retrieved 2021-09-28.
55. 1 2 3  كمال نشأت (1967)، ص.83
56. 1 2 3 4 5  فلسطين (2005)، ص.26
57. 1 2  كمال نشأت (1967)، ص.84
58. ↑  كمال نشأت (1967)، ص.74
59. ↑  كمال نشأت (1967)، ص.75
60. ↑  فلسطين (2005)، ص.21
61. 1 2  كمال نشأت (1967)، ص.90
62. ↑  كمال نشأت (1967)، ص.91
63. ↑  فلسطين (2005)، ص.24
64. ↑  كمال نشأت (1967)، ص.93
65. 1 2  https://chroniclingamerica.loc.gov/data/batches/dlc_idomeneo_ver01/data/sn83045462/00280607046/1955041401/1091.pdf نسخة محفوظة 2021-09-28 على موقع واي باك مشين.
66. ↑  شوقي ضيف، الأدب العربي المعاصر في مصر، القاهرة: دار المعارف، ص. 149، QID:Q121259626 – عبر المكتبة الشاملة
67. ↑  الرمادي (1967)، ص.160
68. 1 2  محمد زكي العشماوي (2000). أعلام الأدب العربي الحديث واتجاهاتم الفنية (ط. الأولى). الإسكندرية، مصر: دار المعرفة الجامعية. ص. 94–96.
69. ↑  "معجم البابطين لشعراء العربية في القرنين التاسع عشر و العشرين -أحمد زكي محمد أبوشادي". مؤرشف من الأصل في 2021-09-28. اطلع عليه بتاريخ 2021-09-28.
70. 1 2  "TheBeeKingdom". مؤرشف من الأصل في 2021-09-27. اطلع عليه بتاريخ 2021-09-28.
71. ↑  "Safeya Ahmed Zaky Abushady (1923-2013) - Find A" (بالإنجليزية). Archived from the original on 2021-09-27. Retrieved 2021-09-28.
72. ↑  أحمد العلاونة (2011). العلماء العرب المعاصرون ومآل مكتباتهم (ط. الأولى). بيروت، لبنان: دار البشائر الإسلامية. ص. 30.
73. ↑  "مكتبة جامعة نيويورك أبوظبي تضم أرشيف الشاعر والطبيب المصري أحمد زكي أبو شادي". مؤرشف من الأصل في 2021-09-27. اطلع عليه بتاريخ 2021-09-28.
74. ↑  زينب: نفحات من شعر الغناء نسخة محفوظة 2021-03-04 على موقع واي باك مشين.
75. ↑  "الشفق الباكى : نظيم من شؤون وعواطف / بقلم احمد زكى ابى شادى، عنى بنشره حسن صالح الجداوى | ابو شادى، احمد زكي (الجداوى، حسن صالح ) | المكتبة الوطنية الإسرائيلية". www.nli.org.il. مؤرشف من الأصل في 2021-09-04. اطلع عليه بتاريخ 2021-09-04.
76. ↑  وطن الفراعنة: مثل من الشعر القومي - مؤسسة هنداوي نسخة محفوظة 2021-01-18 على موقع واي باك مشين.
77. ↑  ذكرى شكسبير - مؤسسة هنداوي نسخة محفوظة 21 يناير 2021 على موقع واي باك مشين.
78. ↑  مؤسسة هنداوي نسخة محفوظة 2021-01-21 على موقع واي باك مشين.
79. ↑  زينوبيا ملكة تدمر -مؤسسة هنداوي نسخة محفوظة 2021-03-04 على موقع واي باك مشين.
80. ↑  قطرتنا من النثر والنظم -مؤسسة هنداوي نسخة محفوظة 2021-01-22 على موقع واي باك مشين.
81. ↑  مؤسسة هنداوي نسخة محفوظة 11 أبريل 2021 على موقع واي باك مشين.
82. ↑  أردشير وحياة النفوس نسخة محفوظة 2021-03-06 على موقع واي باك مشين.
83. ↑  مؤسسة هنداوي نسخة محفوظة 2021-01-16 على موقع واي باك مشين.
84. ↑  ابو شادى، احمد (1927). اخناتون فرعون مصر: اوپرا تاريخية ذات ثلاثة فصول. دار العصول للطبع والنشر. مؤرشف من الأصل في 2021-09-04.
85. ↑  مؤسسة هنداوي نسخة محفوظة 2021-04-11 على موقع واي باك مشين.
86. ↑  أنداء الفجر - مؤسسة هنداوي نسخة محفوظة 22 يناير 2021 على موقع واي باك مشين.
87. ↑  الينبوع - مؤسسة هنداوي نسخة محفوظة 2021-01-17 على موقع واي باك مشين.
88. ↑  فوق العباب - مؤسسة هنداوي نسخة محفوظة 2021-01-17 على موقع واي باك مشين.
89. ↑  الكائن الثاني نسخة محفوظة 2021-01-17 على موقع واي باك مشين.
90. ↑  عقيدة الألوهة - مؤسسة هنداوي نسخة محفوظة 11 أبريل 2021 على موقع واي باك مشين.
91. ↑  مملكة العذارى - مؤسسة هنداوي نسخة محفوظة 2021-01-22 على موقع واي باك مشين.
92. ↑  من السماء - مؤسسة هنداوي نسخة محفوظة 2021-01-27 على موقع واي باك مشين.
93. ↑  قضايا الشعر المعاصر - مؤسسة هنداوي نسخة محفوظة 2020-12-04 على موقع واي باك مشين.
94. ↑  مؤسسة هنداوي نسخة محفوظة 4 مارس 2021 على موقع واي باك مشين.

### معلومات المراجع
- رضوان إبراهيم (1958). شعراء العرب المعاصرون، أحمد زكي أبو شادي (ط. الأولى). القاهرة، مصر: دار الطباعة الحديثة.
- جمال الدين الرمادي (1962). من أعلام الأدب المعاصر (ط. الأولى). بيروت، لبنان: دار الفكر العربي.
- كمال نشأت (1967). أبو شادي وحركة التجديد في الشعر العربي الحديث (ط. الأولى). القاهرة، مصر: دار الكاتب العربي للطباعة والنشر.
- إيليا الحاوي (1971). أعلام الشعر العربي الحديث: أحمد شوقي، أحمد زكي أبو شادي، بشار الخوري (ط. الأولى). بيروت، لبنان: منشورات المكتب التجاري للطباعة والنشر والتوزيع.
- أنور إسماعيل أحمد أدهم (1984). شعراء معاصرون (ط. الأولى). القاهرة، مصر: دار الماعرف. ج. الجزء الثاني.
- كامل محمد محمد عويضة (1994). أحمد زكي أبو شادي الشاعر النموذجي (ط. الأولى). بيروت، لبنان: دار الكتب العلمية.
- محمد كامل الخطيب (1996). نظرية الشعر، 4-مرحلة مجلة أبولو (ط. الأولى). دمشق، سوريا: منشورات وزارة الثقافة في الجمهورية العربية السورية. ج. القسم الثاني، مقالات - شهادات.
- وديع فلسطين، المحرر (2005). أحمد زكي أبو شادي: الأعمال الشعرية الكاملة (ط. الأولى). بيروت، لبنان: دار العودة.
- عادل نذير (2010). عصر الوسيط أبجدية الأيقونة دراسة في الأدب التفاعلي - الرقمي (ط. الأولى). بيروت، لبنان: دار الكتب العلمية. ص. 30. ISBN:9782745162090.
- فالح الربيعي (2011). شعراء معاصرون: حياتهم، أساليبهم، ونماذج من آثارهم (ط. الأولى). بيروت، لبنان: دار الكاتب العربي.
- سليم عبابنة (2012). معجم أعلام الطب. بيروت، لبنان: دار البيروني للنشر والتوزيع. ص. 36.
- بول ستاركي (2012). الأدب العربي الحديث. ترجمة: هند تركي السديري (ط. الأولى). الرياض، السعودية: العبيكان للنشر. ISBN:9789960549996.
- عصمت نصار (2018). مراجعات فلسفية في الفكر العربي الحديث (أعلام، وقضايا، واتجاهات ومشكلات معاصرة) (ط. الأولى). القاهرة، مصر: نيو بوك للنشر والتوزيع. {{استشهاد بكتاب}}: النص "9789776519756" تم تجاهله (مساعدة) والنص "ردمك" تم تجاهله (مساعدة)

## وصلات خارجية
- The Abushâdy Archive | NYU Abu Dhabi (NYUAD) Library